# Austrochilus melon
Espèce
Austrochilus melon est une espèce d'araignées aranéomorphes de la famille des Austrochilidae.

## Distribution
Cette espèce est endémique du Chili. Elle se rencontre dans les régions de Valparaíso, de Santiago et du Maule.

## Description
Le mâle holotype mesure 8,05 mm et la femelle paratype 13,46 mm.

## Systématique et taxinomie
Cette espèce a été décrite par Forster, Platnick et Gray en 1987.

## Étymologie
Son nom d'espèce lui a été donné en référence au lieu de sa découverte, Cuesta El Melón.

## Publication originale
- Forster, Platnick & Gray, 1987 : « A review of the spider superfamilies Hypochiloidea and Austrochiloidea (Araneae, Araneomorphae). » Bulletin of the American Museum of Natural History, vol. 185, no 1, p. 1-116 (texte intégral).